# Заместитель председателя правительства Российской Федерации
Заместитель председателя Правительства Российской Федерации, также Первый заместитель председателя Правительства РФ или вице-премьер РФ, — одна из государственных должностей Российской Федерации.

## Статус
Заместитель председателя правительства является членом правительства РФ.
Как правило, заместитель председателя координирует деятельность определённого круга федеральных органов исполнительной власти, либо всех таких органов в пределах определённой проблематики (например, заместитель председателя Правительства по экономике, по социальным вопросам и так далее).
В случае, когда заместитель председателя правительства является одновременно министром, его статус заключается в том, что данное министерство в определённой обстановке наделяется полномочиями по координации работы смежных министерств.
Заместитель председателя правительства назначается на должность и освобождается от должности президентом РФ по представлению председателя правительства.
В настоящее время председатель правительства имеет десять заместителей, в том числе одного первого заместителя.
Каждый из заместителей председателя правительства имеет собственный секретариат.
Заместители председателя правительства не имеют права издавать собственные нормативные акты, но дают обязательные для исполнения поручения федеральным органам исполнительной власти.
Должность первого заместителя председателя правительства не предусмотрена ст. 83 Конституции РФ и Федеральным конституционным законом от 17 декабря 1997 года N 2-ФКЗ «О Правительстве Российской Федерации» в редакции от 14 декабря 2015 года № 6-ФКЗ, присутствовала в списке должностей не всех правительств РФ. Должность заместителя, дополненная словом «первый», наделяет заместителя дополнительными полномочиями своеобразного «кризис-менеджера».

## Наименование
Распространёнными неофициальными наименованиями должности заместителя председателя правительства, не закреплёнными нормативными документами и, в силу этого, вводящими в заблуждение рядовых граждан, являются «зампред» и «вице-премьер».

## Заместители председателя правительства
6 ноября 1991 Совет Министров РСФСР был преобразован в Правительство РСФСР. Ниже представлен список заместителей председателя правительства России с ноября 1991:
| ФИО                                | Дата назначения  | Дата освобождения   | Примечания |
| ---------------------------------- | ---------------- | ------------------- | --- |
| Геннадий Эдуардович Бурбулис       | 6 ноября 1991    | 14 апреля 1992      | Первый заместитель |
| Александр Николаевич Шохин         | 6 ноября 1991    | 20 января 1994      | ПРЕС |
| Егор Тимурович Гайдар              | 6 ноября 1991    | 15 декабря 1992     | С 2 марта 1992 — первый заместитель, с 15 июня по 14 декабря 1992 — и. о. председателя правительства |
| Сергей Михайлович Шахрай           | 12 декабря 1991  | 20 апреля 1992      | ПРЕС |
| Михаил Никифорович Полторанин      | 22 февраля       | 25 ноября 1992      | ВР |
| Валерий Антонович Махарадзе        | 2 марта          | 23 декабря 1992     | |
| Георгий Степанович Хижа            | 20 мая 1992      | 11 мая 1993         | |
| Виктор Степанович Черномырдин      | 30 мая           | 14 декабря 1992     | |
| Анатолий Борисович Чубайс          | 1 июня 1992      | 16 ноября 1996      | С 5 ноября 1994 — первый заместитель; ВР |
| Владимир Филиппович Шумейко        | 2 июня 1992      | 20 января 1994      | Первый заместитель |
| Борис Георгиевич Салтыков          | 4 июня 1992      | 25 марта 1993       | ВР |
| Сергей Михайлович Шахрай           | 11 ноября 1992   | 20 января 1994      | ПРЕС |
| Юрий Фёдорович Яров                | 23 декабря 1992  | 24 июля 1996        | НДР |
| Борис Григорьевич Фёдоров          | 23 декабря 1992  | 20 января 1994      | Вперёд, Россия |
| Александр Харлампиевич Заверюха    | 10 февраля 1993  | 17 марта 1997       | АПР |
| Олег Иванович Лобов                | 15 апреля        | 18 сентября 1993    | Первый заместитель |
| Олег Николаевич Сосковец           | 30 апреля 1993   | 20 июня 1996        | Первый заместитель |
| Егор Тимурович Гайдар              | 18 сентября 1993 | 20 января 1994      | Первый заместитель; ВР |
| Александр Николаевич Шохин         | 23 марта         | 6 ноября 1994       | ПРЕС |
| Сергей Михайлович Шахрай           | 7 апреля 1994    | 5 января 1996       | ПРЕС |
| Олег Дмитриевич Давыдов            | 9 ноября 1994    | 17 марта 1997       | НДР |
| Алексей Алексеевич Большаков       | 9 ноября 1994    | 17 марта 1997       | С 14 августа 1996 — первый заместитель |
| Владимир Павлович Полеванов        | 15 ноября 1994   | 24 января 1995      | |
| Николай Дмитриевич Егоров          | 7 декабря 1994   | 30 июня 1995        | |
| Виталий Никитич Игнатенко          | 31 мая 1995      | 17 марта 1997       | |
| Владимир Георгиевич Кинелёв        | 9 января         | 14 августа 1996     | НДР |
| Владимир Васильевич Каданников     | 25 января        | 14 августа 1996     | Первый заместитель |
| Александр Иванович Казаков         | 25 января        | 19 июля 1996        | |
| Олег Иванович Лобов                | 18 июня 1996     | 17 марта 1997       | До 14 августа 1996 — первый заместитель |
| Виктор Васильевич Илюшин           | 14 августа 1996  | 17 марта 1997       | Первый заместитель |
| Владимир Олегович Потанин          | 14 августа 1996  | 17 марта 1997       | Первый заместитель |
| Владимир Степанович Бабичев        | 14 августа 1996  | 17 марта 1997       | НДР |
| Александр Яковлевич Лившиц         | 14 августа 1996  | 17 марта 1997       | |
| Валерий Михайлович Серов           | 14 августа 1996  | 28 февраля 1998     | |
| Владимир Евгеньевич Фортов         | 17 августа 1996  | 17 марта 1997       | |
| Анатолий Сергеевич Куликов         | 4 февраля 1997   | 23 марта 1998       | Одновременно — министр внутренних дел РФ |
| Анатолий Борисович Чубайс          | 7 марта 1997     | 23 марта 1998       | Первый заместитель; ДВР |
| Олег Николаевич Сысуев             | 17 марта 1997    | 16 сентября 1998    | ДВР |
| Альфред Рейнгольдович Кох          | 17 марта         | 13 августа 1997     | |
| Яков Моисеевич Уринсон             | 17 марта 1997    | 30 апреля 1998      | |
| Борис Ефимович Немцов              | 17 марта 1997    | 28 августа 1998     | До 28 апреля 1998 — первый заместитель |
| Владимир Борисович Булгак          | 17 марта 1997    | 30 апреля 1998      | |
| Виктор Николаевич Хлыстун          | 19 мая 1997      | 24 апреля 1998      | |
| Рамазан Гаджимурадович Абдулатипов | 1 августа 1997   | 24 апреля 1998      | |
| Максим Владимирович Бойко          | 13 августа       | 15 ноября 1997      | |
| Фарит Рафикович Газизуллин         | 20 декабря 1997  | 24 апреля 1998      | |
| Иван Петрович Рыбкин               | 2 марта          | 24 апреля 1998      | |
| Сергей Владиленович Кириенко       | 23 марта         | 24 апреля 1998      | Первый заместитель, и. о. председателя |
| Виктор Борисович Христенко         | 28 апреля        | 28 сентября 1998    | |
| Борис Григорьевич Фёдоров          | 17 августа       | 28 сентября 1998    | Вперёд Россия |
| Юрий Дмитриевич Маслюков           | 11 сентября 1998 | 19 мая 1999         | Первый заместитель, КПРФ |
| Владимир Борисович Булгак          | 16 сентября 1998 | 19 мая 1999         | |
| Владимир Александрович Рыжков      | 16 сентября      | 21 сентября 1998    | Был назначен на должность заместителя председателя правительства, но через 5 дней указ о его назначении был отменён. «Освобождения от должности» не произошло, из чего можно сделать вывод, что в должность он де-факто не вступал. |
| Александр Николаевич Шохин         | 16 сентября      | 30 сентября 1998    | НДР |
| Вадим Анатольевич Густов           | 18 сентября 1998 | 27 апреля 1999      | Первый заместитель, АПР |
| Геннадий Васильевич Кулик          | 21 сентября 1998 | 19 мая 1999         | АПР |
| Валентина Ивановна Матвиенко       | 24 сентября 1998 | 11 марта 2003       | |
| Сергей Вадимович Степашин          | 27 апреля        | 19 мая 1999         | Первый заместитель, с 12 мая — и. о. председателя правительства |
| Николай Емельянович Аксёненко      | 21 мая 1999      | 10 января 2000      | Первый заместитель |
| Михаил Михайлович Задорнов         | 25 мая           | 28 мая 1999         | Первый заместитель, Яблоко |
| Владимир Николаевич Щербак         | 25 мая 1999      | 7 мая 2000          | |
| Виктор Борисович Христенко         | 31 мая 1999      | 9 марта 2004        | До 10 января 2000 — первый заместитель |
| Илья Иосифович Клебанов            | 31 мая 1999      | 18 февраля 2002     | |
| Владимир Владимирович Путин        | 9 августа        | 16 августа 1999     | Первый заместитель, и. о. председателя правительства |
| Михаил Михайлович Касьянов         | 10 января        | 17 мая 2000         | Первый заместитель, с 7 мая 2000 — и. о. председателя правительства |
| Сергей Кужугетович Шойгу           | 10 января        | 18 мая 2000         | Министр по делам гражданской обороны, чрезвычайным ситуациям и ликвидации последствий стихийных бедствий, Единство |
| Алексей Леонидович Кудрин          | 18 мая 2000      | 9 марта 2004        | Министр финансов |
| Алексей Васильевич Гордеев         | 19 мая 2000      | 9 марта 2004        | ЕР |
| Борис Сергеевич Алёшин             | 24 апреля 2003   | 9 марта 2004        | |
| Галина Николаевна Карелова         | 24 апреля 2003   | 9 марта 2004        | |
| Владимир Анатольевич Яковлев       | 16 июня 2003     | 9 марта 2004        | |
| Александр Дмитриевич Жуков         | 9 марта 2004     | 20 декабря 2011     | ЕР |
| Дмитрий Анатольевич Медведев       | 14 ноября 2005   | 7 мая 2008          | Первый заместитель |
| Сергей Борисович Иванов            | 14 ноября 2005   | 22 декабря 2011     | В 2005—2007 — министр обороны, с 15 февраля 2007 — 12 мая 2008 — первый заместитель |
| Сергей Евгеньевич Нарышкин         | 15 февраля 2007  | 12 мая 2008         | Руководитель аппарата правительства |
| Алексей Леонидович Кудрин          | 24 сентября 2007 | 26 сентября 2011    | Министр финансов |
| Виктор Алексеевич Зубков           | 12 мая 2008      | 21 мая 2012         | Первый заместитель |
| Игорь Иванович Шувалов             | 12 мая 2008      | 18 мая 2018         | Первый заместитель |
| Игорь Иванович Сечин               | 12 мая 2008      | 21 мая 2012         | |
| Сергей Семёнович Собянин           | 12 мая 2008      | 21 октября 2010     | Руководитель аппарата правительства, ЕР |
| Дмитрий Николаевич Козак           | 14 октября 2008  | 21 января 2020      | Курировал в ранге вице-премьера подготовку и проведение зимней Олимпиады 2014 г. в г. Сочи, с 23 марта 2014 года курировал вопросы, связанные с новыми субъектами России — Республикой Крым и Севастополем                          |
| Александр Геннадиевич Хлопонин     | 19 января 2010   | 18 мая 2018         | До 12 мая 2014 одновременно являлся полномочным представителем президента в Северо-Кавказском федеральном округе, ЕР |
| Вячеслав Викторович Володин        | 21 октября 2010  | 27 декабря 2011     | Руководитель аппарата правительства, ЕР |
| Дмитрий Олегович Рогозин           | 23 декабря 2011  | 18 мая 2018         | Курировал вопросы ВПК и оборонного заказа |
| Владислав Юрьевич Сурков           | 27 декабря 2011  | 8 мая 2013          | С 21 мая 2012 также руководитель аппарата правительства |
| Аркадий Владимирович Дворкович     | 21 мая 2012      | 18 мая 2018         | |
| Ольга Юрьевна Голодец              | 21 мая 2012      | 21 января 2020      | |
| Сергей Эдуардович Приходько        | 22 мая 2013      | 18 мая 2018         | Также руководитель аппарата правительства |
| Виталий Леонтьевич Мутко           | 19 октября 2016  | 21 января 2020      | |
| Антон Германович Силуанов          | 18 мая 2018      | 21 января 2020      | Первый заместитель; также министр финансов |
| Максим Алексеевич Акимов           | 18 мая 2018      | 21 января 2020      | |
| Алексей Васильевич Гордеев         | 18 мая 2018      | 21 января 2020      | |
| Константин Анатольевич Чуйченко    | 18 мая 2018      | 21 января 2020      | |
| Юрий Иванович Борисов              | 18 мая 2018      | 15 июля 2022        | |
| Андрей Рэмович Белоусов            | 21 января 2020   | и. о. 7—13 мая 2024 | первый заместитель, и. о. председателя правительства с 30 апреля по 19 мая 2020 (в связи с заболеванием действующего председателя Правительства РФ Михаила Мишустина)                                                               |
| Виктория Валериевна Абрамченко     | 21 января 2020   | и. о. 7—13 мая 2024 | |

## Действующие заместители председателя правительства
Действующий председатель — М. Мишустин.
Всего заместителей Мишустина — десять:
| ФИО                           | Дата назначения | Примечания                                                                                                   |
| ----------------------------- | --------------- | --- |
| Юрий Петрович Трутнев         | 31 августа 2013 | Полномочный представитель президента в Дальневосточном федеральном округе                                    |
| Татьяна Алексеевна Голикова   | 18 мая 2018     | |
| Дмитрий Николаевич Чернышенко | 21 января 2020  | |
| Марат Шакирзянович Хуснуллин  | 21 января 2020  | |
| Алексей Логвинович Оверчук    | 21 января 2020  | |
| Дмитрий Юрьевич Григоренко    | 21 января 2020  | руководитель аппарата правительства                                                                          |
| Александр Валентинович Новак  | 10 ноября 2020  | |
| Денис Валентинович Мантуров   | 15 июля 2022    | министр промышленности и торговли (2012—2024), первый заместитель председателя правительства (с 13 мая 2024) |
| Дмитрий Николаевич Патрушев   | 13 мая 2024     | |
| Виталий Геннадьевич Савельев  | 13 мая 2024     | |